# Abdelkhalek Torres
Pour les articles homonymes, voir Torres.
Abdelkhalek (ou ʿAbd El Khalek) Torres (en arabe : الطريس عبد الخالق (prononcé Torress en français[Selon qui ?];  (26 mai 1910 - 27 mai 1970) est un homme d'état et leader nationaliste marocain qui a combattu l'occupation franco-espagnole du Maroc.
Né le 26 mai 1910 à Tétouan au sein d'une famille d'origine morisque formant partie de la bourgeoisie de la ville, il est le septième et dernier des enfants d'Ahmed Torres, alors Pacha de Tétouan, et de Achoucha (Aicha) Attar, et le petit-fils de Mohamed Torres qui avait représenté le Sultan du Maroc à la Conférence d'Algéciras en 1906.

## Jeunesse
Comme le remarque son biographe Jean Wolf, Torres, âgé de seulement 3 ans lorsque les troupes du général Felipe Alfau Mendoza envahissent le Nord du Maroc, est fortement influencé pendant sa jeunesse par les exploits d'Abdelkrim al-Khattabi, qu'il consignait dans son journal intime de 1923 à 1926.
En juillet 1925, il entre à l'école Al-Ahlia où il est rapidement remarqué par son intelligence et sa vivacité d'esprit. En 1927, il part à Fès pour étudier à l'Université Al Quaraouiyine, mais n'y passera qu'une année. En 1928, il part au Caire pour étudier à l'Université Al-Azhar, mais il l'abandonne pour s'inscrire en mars 1929 à la Faculté des Lettres de l'Université Fouad Premier, où il restera vingt-six mois et bénéficiera des enseignements d'illustres professeurs comme Taha Hussein et Ahmad Amîne. Après un bref passage à la Sorbonne d'octobre 1931 à mars 1932, il rentre à Tétouan pour se consacrer à l'action politique.

## Torres et le Protectorat

### Premières actions politiques
Personnage charismatique dès son jeune âge, il s'imprègne des idées nationalistes et pan-arabes de deux grandes personnalités de l'époque: son parrain spirituel et politique, Hajj Abdessalam Bennouna à Tétouan, et l'Émir Chekib Arslan alors en exil à Genève.
C'est ainsi qu'en ayant à peine 20 ans, il participe à l'organisation de l'accueil du prince Arslan à Tétouan le 16 août 1930, participe à la fondation de la Agrupacion Nacionalista à Tétouan et préside au Caire l'Association de Défense du Maroc. Il se fait remarquer encore plus d'abord, par une lettre ouverte écrite depuis Le Caire à Paul Doumer, diffusée par la presse égyptienne le 19 octobre 1931, et dans laquelle il reproche à la France de ne pas respecter le principes de la République, puis par un memorandum adressée aux responsables marocains et arabes, dans lequel il s'oppose à ce que l'Espagne abandonne son mandat sur le Nord du Maroc comme suggéré par le ministre Indalecio Prieto à la suite des craintes suscitées par les manifestations d'ouvriers à Tétouan le 4 mai 1931. La raison était que si l'Espagne se retirait, le champ resterait libre à la France pour occuper la partie nord du Maroc.

### Retour au Maroc
Torres rentre au Maroc le 6 mars 1932, et en commémoration du Dahir Berbère, organise le 16 mai une manifestation qui regroupe 5 000 personnes, à l'issue de laquelle il prononce un discours contre la politique française de ségrégation au Maroc, et envoie des télégrammes de protestation à la Société des Nations, au président Paul Doumer et à Yvon Delbos, ministre des affaires étrangères. En août, à son retour d'Alger, où il assistait à la réunion de l'Association des Étudiants Nord-Africains, il est arrêté à Oujda pendant 48 heures, et la police française lui fait part qu'il lui sera désormais interdit de fouler la zone française du Maroc.
Rentré à Tétouan, le jeune politicien enchaîne avec Bennouna les initiatives, puisqu'il fonde ou participe à la fondation d'une filiale à Tétouan de l'Association des Droits de l'Homme basée à Madrid (21 décembre 1932) et d'autres structures socio-culturelles.

### Torres leader du P.R.N.
La consécration d'Abdelkhalek Torres en tant que leader du nationalisme marocain dans le Nord a lieu à la suite de deux événements majeurs : le premier est le décès de son maître et ami Hajj Abdessalam Bennouna à Ronda le 9 janvier 1935, ce qui le hissait logiquement - et du moins provisoirement - à la tête du mouvement nationaliste; le deuxième est la reconnaissance du Parti de la Réforme Nationale (P.R.N.) par la nouvelle administration mise en place par Francisco Franco, non sans incidents, et ce le 18 décembre 1936. En effet, Torres s'était farouchement opposé au recrutement de soldats musulmans pour la Guerre d'Espagne, et fut l'objet d'une demande d'arrestation par le Haut Commissaire Orgaz mais le Khalifa Moulay Hassan Ben Mehdi refusa d'exécuter la requête. Torres est nommé ministre des Habous le lendemain de la reconnaissance du P.R.N.
Entre les deux événements, au cours de l'année 1935 Torres s'efforce de convaincre les autorités espagnoles républicaines de reconnaître le parti et d'étudier les revendications des nationalistes marocains. Les discussions sont tellement violentes que le Haut Commissaire Rico Avello ordonne la fermeture du journal Al Hayat, mesure à laquelle Torres répondra par sa démission du poste de directeur général des Habous.
Au 31 décembre 1936, le nouveau parti avait déjà enregistré 8.888 adhérents, et une phalange nationaliste, les Fityane, était mise en place le 4 janvier 1937. Elle défila même le 21 février suivant, accompagnant le cortège officiel du Khalifa à l'Aïd el Kébir.
Torres est finalement élu président du P.R.N. le 2 juin 1937, et le 3 mars 1938, le parti présente ses revendications à Juan Beigbeder, nommé Haut Commissaire depuis le 13 avril 1937, mais sans suite, Beigbeder ayant été nommé ministre des affaires étrangères.

### La parenthèse allemande
La montée en force de l'Allemagne nazie et ses succès militaires du début de la deuxième guerre mondiale offraient une occasion unique pour les nationalistes arabes de libérer leurs pays de l'occupation franco-britannique. À l'instar des autres leaders nationalistes arabes (Anouar el-Sadate en Égypte, Rachid Ali al-Gillani en Irak entre autres), Torres, s'oriente vers l'Allemagne avec l'appui de l'Émir Arslane et de l'Espagne, amie de l'Allemagne. C'est ainsi que, probablement à travers les bons offices du consul allemand à Tétouan, il est reçu discrètement en tant que membre d'un groupe "clandestin" en janvier 1941 par les plus hauts responsables allemands, dont Göring et Himmler. L'objectif était d'étudier les possibilités d'organiser un soulèvement armé contre le Protectorat français au Maroc. Les négociations se poursuivent à Madrid avec l'amiral Wilhelm Canaris, et Torres obtient des promesses de financement et de livraison d'armes. Cependant, les promesses ne seront pas tenues par la partie allemande, pour des raisons complexes. L'administration française, informée de ce qui se tramait, réagit en envoyant des renforts à la frontière avec la zone espagnole, et poursuit Torres en justice, accusé d'espionnage. Il sera même condamné à mort par contumace le 17 juillet 1943 (sous le prénom erroné d'Abd el Malek, ironise son biographe Jean Wolf).

### Le tournant: la visite du Roi Mohammed V à Tanger et l'internationalisation du cas marocain
Les bonnes relations entre Torres et l'administration espagnole plus ou moins tolérante se dégraderont ostensiblement à la suite de plusieurs événements :
- le premier est la publication par Torres et El-Mekki Naciri d'un manifeste réclamant l'indépendance du Maroc, le 14 février 1943; le document est adressé au Sultan et aux consuls présents à Tétouan et à Tanger ;
- le deuxième est la nomination du Général José Enrique Varela Iglesias comme Haut Commissaire à Tétouan en mars 1945, qui fit tout son possible pour restreindre les libertés jusqu'alors accordées aux nationalistes; c'est ainsi que les réunions de plus de 4 personnes furent interdites et les journaux furent fermés, Torres fut discrédité et le P.R.N. vit naître de nouveaux partis; l'Espagne amie devenait ennemie ;
- le troisième est l'internationalisation des revendications par l'envoi d'une demande d'adhésion à l'ONU, qui n'aura pas de réponse, puis à la Ligue des États Arabes (22 mars 1945) que Franco appuie de manière surprenante à la suite de la demande de Torres ; la demande est acceptée et une délégation permanente du Maroc du Nord est accréditée auprès de la Ligue et un Bureau du Maghreb arabe est installé présidé par Mhammed Benaboud ;
- le quatrième est la visite du Roi Mohammed V à Tanger le 9 avril 1947, malgré les événements de Casablanca deux jours auparavant. Cette visite, à laquelle Torres a participé dans l'organisation, aura pour conséquences principales l'acclamation du Sultan en présence des représentants des deux puissances occupantes et l'union de toutes les formations nationalistes du Nord et du Sud pour réclamer l'indépendance et revendiquer l'intégrité territoriale du Maroc.
Immédiatement après cette visite historique, Torres se rend en Égypte pour participer à la libération d'Abdelkrim le 31 mai 1947 et fonde avec Allal El Fassi le Comité de Libération du Maghreb Arabe présidé par Abdelkrim lui-même.
L'internationalisation des revendications marocaines déclenche en fin de compte la fureur des espagnols qui, le 7 février 1948, bloquent Torres et ses amis à Tanger dès leur retour du Moyen-Orient.

### L'exil tangérois
À la suite de la décision d'exiler Torres, des émeutes éclatent dans différentes villes du Nord, et Varela ordonne l'emprisonnement des membres du Comité exécutif à Ceuta. Les troubles atteignent leur sommet le 8 février 1948 où une manifestation à Tétouan se solde par 17 morts, 215 blessés et 380 arrestations. Varela procèdera ensuite à l'illégalisation du P.R.N. et ferme ses locaux et journaux.
Depuis Tanger, Torres adresse des télégrammes de protestation à l'O.N.U., à la Ligue des États arabes et à Franco, La situation de plus en plus difficile le pousse à réfléchir à engager une lutte armée. Il envisage même d'acheter de l'armement dont Mehdi Bennouna se charge à New York. C'est dans cette ville aussi que les notes distribuées par Bennouna aux membres de l'O.N.U. qui bloquent l'adhésion de l'Espagne.
Cependant, le 24 mars 1951, le jour où Torres signe un manifeste avec les chefs des autres partis nationalistes, Varela meurt soudainement. Il sera remplacé par le général Rafael Garcia Valiño le 9 avril, personnage moins brutal et plus ouvert au dialogue.
Après une réunion organisée par le frère du Khalifa, Moulay Mohammed, Torres s'entretient avec l'envoyé du Haut Commissaire, et rentre à Tétouan le 10 février 1952, où une foule énorme vient le visiter. Les activités du P.R.N. reprendront en avril et un nouveau quotidien Al Oumma sera publié.

### Torres et la destitution de Mohammed V
Devant les informations inquiétantes qui lui parvenaient sur le durcissement de la situation dans la zone sud et le complot contre le Roi Mohammed V, Torres multiplie les contacts et les initiatives pendant le début de l'année 1953. Des émissaires partent à Rabat (Taieb Bennouna) ou viennent à Tétouan (Abdelkébir El Fassi). Un texte de renouvellement de l'allégeance au Roi (la Baya) est rédigé et signé par les notables et chefs religieux le 29 avril, et porté au Sultan le 30 par Taieb Bennouna. Après la déportation du Sultan, dont les espagnols n'ont pas été informés à temps, Torres et ses compagnons multiplient les contacts et les réunions en vue de faire pencher la situation très complexe en faveur du Sultan déporté. Les prières se font au nom du Sultan et la fête du trône est célébrée alors qu'elle est interdite au Sud. Une foule estimée à 25 000 personnes se réunit au stade de Tétouan le 21 janvier 1954 pour dénoncer l'intronisation de Ben Arafa, louer la position de l'Espagne et exprimer leur respect au Khalifa, qui n'assistera pas par prudence envers les manœuvres possibles des espagnols. L'ampleur de ces manifestations a été enregistrée sur des films de l'époque 
Pendant toute la durée de l'exil du Sultan et de la répression dans la Zone française, Tétouan devient le centre de la résistance contre l'occupation française, où se réfugient les résistants venus du Sud (avec des autorités espagnoles qui ferment les yeux) et où s'organisent des actions de résistance armée dont la réception d'armes depuis l'Espagne, l'Algérie et l'Égypte pour des opérations anti-françaises. Les opérations sont coordonnées avec des résistants algériens également.
Parallèlement à sa nomination le 5 janvier 1955 en tant que ministre des Affaires sociales de la zone khalifienne, il continue les actions en faveur de l'indépendance et le retour du Sultan. Ainsi, le 20 août, le P.R.N. organise des manifestations dans toutes les villes du Nord scandant le nom du Sultan Mohammed V qui auraient réuni 100.000 personnes, et lance une campagne de collecte de fonds pour les fils des chouhadas (martyrs). Ces manifestations seront gigantesques après le retour du Sultan comme l'ont enregistré les médias espagnols . 

## Après le retour du Roi Mohammed V

### Les manœuvres du Haut Commissariat et le complot contre Torres
Après le retour du Roi Mohammed V de l'exil et l'indépendance de la Zone Sud, le Haut Commissariat espagnol se trouve devant une situation embarrassante et exerce des pressions sur le Khalifa pour tenter de conserver son emprise sur le Nord. Prévenu par son collaborateur (qui deviendra historien) Mohammed Ibn Azzouz Hakim qu'un complot était en cours pour l'éliminer afin de supprimer les entraves au projet espagnol, Torres s'enfuit à Tanger le 23 janvier 1956. Cela n'empêchera pas les manifestations et les troubles qui feront 11 morts le 4 mars 1956. Après avoir été reçu le 28 mars 1956  à Rabat par le Sultan, il signe à Tanger avec Allal El Fassi la fusion du P.R.N. avec le Parti de l'Istiqlal, le 16 mars 1956.

### Torres ambassadeur et ministre
Après la visite du Roi Mohammed V et la délégation marocaine à Madrid sur invitation du général Franco le 4 avril 1956 (sans Torres ni Mehdi Bennouna), et la reconnaissance de l'indépendance du la Zone Nord le 7 avril, Torres est nommé ambassadeur à Madrid le 28 juin, et ministre chargé du transfert de l'administration le 31 juillet, tâche qu'il accomplira jusqu'en février 1957.
Le 28 mars 1957, Torres est nommé ambassadeur au Caire, où il entretient d'excellents rapports avec le Raïs Gamal Abdel Nasser, puis auprès de la Syrie, dirigée par Choukri Al-Kouatli. Le 1er octobre 1958, il hisse le drapeau marocain sur la façade de la Ligue des États Arabes, en compagnie d'Abdelkhalek Hassouna, secrétaire général de la ligue. Après avoir fait partie de la délégation marocaine à la Conférence de Casablanca du 1er au 11 septembre 1959, il organise la visite du Roi Mohammed V en Égypte et en Syrie (unifiées en République Arabe Unie) en janvier 1960.
À la fin du mois d'août, Torres rentre au Maroc où il est nommé ministre de la Justice, chargé de compléter l'œuvre de Mhammed Bahnini d'unifier les différentes législations. Du 16 septembre au 7 octobre, il est chargé par le Roi Mohammed V de gérer les affaires du pays en son absence et en celle du prince héritier Moulay El Hassan, et recevra au cours de cette période d'intérim le président guinéen Sékou Touré. Ensuite, il est chargé d'effectuer une tournée en Amérique latine pour rechercher des appuis pour la libération des autres territoires encore sous occupation espagnole.
Après le décès du Roi Mohammed V le 26 février 1961, Torres démissionne de son poste le 8 mai pour des raisons de santé, mais sera à nouveau nommé ambassadeur au Caire le 23 juin. Il rentre au Maroc le 19 novembre 1962 pour mener la campagne en faveur de la nouvelle Constitution. Il sera élu pour Tétouan au sein du parlement qui sera dissous le 7 juin 1965, et siègera comme chef du groupe de l'Istiqlal.
Pendant les cinq dernières années de sa vie, il abandonne la vie politique et passera le temps entre Rabat et Tétouan.

## Décès
Son décès survient le 27 mai 1970 dans un hôtel à Tanger à la suite d'une crise cardiaque. Après des funérailles grandioses, il est inhumé au cimetière de Tétouan, à côté du commandant grenadin Ali Al-Mandari, reconstructeur de Tétouan à la fin du XVe siècle.
Le Parti de l'Istiqlal commémore sa disparition annuellement, et de nombreuses rues, écoles et entités industrielles (parc éolien de Tleta Taghramt) portent son nom. De même, ses livres et d'autres ouvrages sont déposés dans la Bibliothèque qui porte son nom à Tétouan gérée par l'Association des anciens élèves du Maahad Al Horr, dans l'ancien bâtiment de sa première école, Al-Ahlia.

## Œuvre éducative et socio-culturelle
Parallèlement à son combat politique, Abdelkhalek Torres a accompli plusieurs actions éducatives et socio-culturelles, parmi lesquelles:
- la création de l'Association Marocaine de l'Étudiant  جمعية الطالب المغربية (Transcrite par Wolf en Association des Étudiants Marocains) le 23 mars 1932;
- la fondation de la première école d'enseignement primaire pour filles (18 février 1934);
-  lancement de l'hebdomadaire nationaliste Al Hayat (1er mars 1934);
- fondation du Rotary Club en présence de son président international John Nelson (14 mars 1934);
- création d'une section de scouts liée à l'association des étudiants (22 mars 1934);
- création du Maahad Al Horr (Instituto Libre), lycée d'enseignement libre (actuellement école primaire) dont la langue principale est l'arabe, inauguré le 5 novembre 1935;
- sur le plan culturel, sa pièce "Intissar Al Haq" (victoire de la vérité) jouée en 1934, est considérée comme la première présentation théâtrale moderne au Maroc.

## Personnalité
Torres avait une personnalité unique et originale: orateur imbattable, meneur de foules, il était surnommé Al Oustad (Le Professeur). Cependant, ce géant politique avait plusieurs autres facettes puisqu'il aimait la musique, notamment Al-Ala andalouse et était, à l'instar de tous les intellectuels de l'époque, un admirateur de la diva égyptienne Oum Kalthoum.
Son sens de l'humour était connu par tous, et ses photographies avec le Roi Mohammed V, le Président Gamal Abdel Nasser et d'autres personnalités ont fait le tour du Monde.
Sa générosité était exemplaire et il n'aimait pas manger seul, s'entourant toujours de ses amis et de sa famille, sans parler des réceptions officielles qu'il organisait chez lui.
Côté tolérance, son fils raconte à Jean Wolf que la seule gifle qu'il a reçue était à cause d'un enfantillage commis dans le quartier du Mellah juif de Tétouan.
Torres a souvent été traité de sympathisant du fascisme à cause de ses contacts avec les responsables allemands, mais aussi de l'uniforme des milices du P.R.N. et de la manière de saluer, bien que celle-ci était accompagnée de l'exclamation "Allahou Akbar". En fait, ce n'étaient que des apparences car Torres était membre depuis avril 1934 de la "Ligue anti-impérialiste et anti-fasciste" de Madrid, dont les membres étaient plutôt d'idéologie communiste.

## Galerie

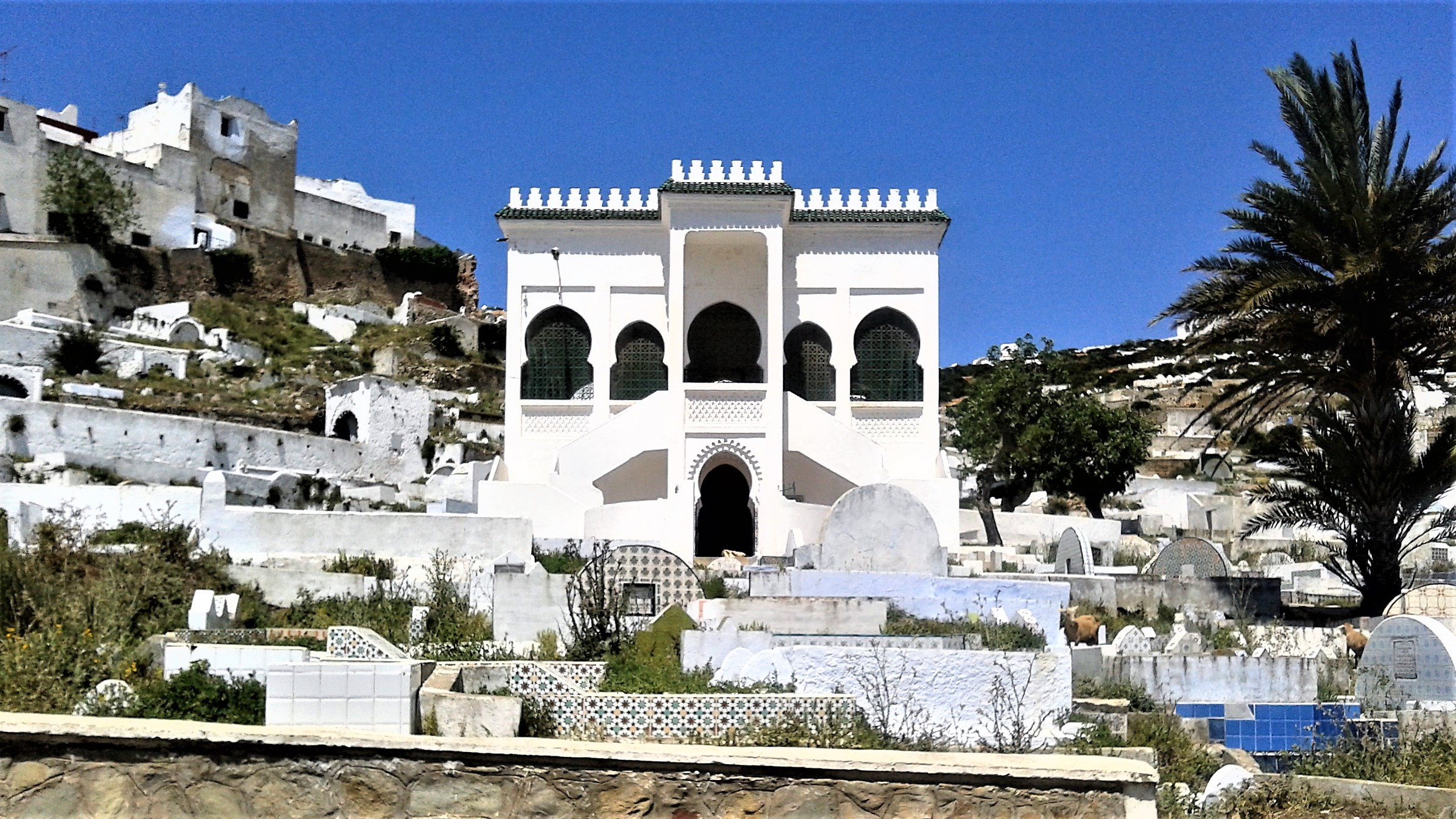
Mausolée de Sidi Ali Al Mandri à Tetouan
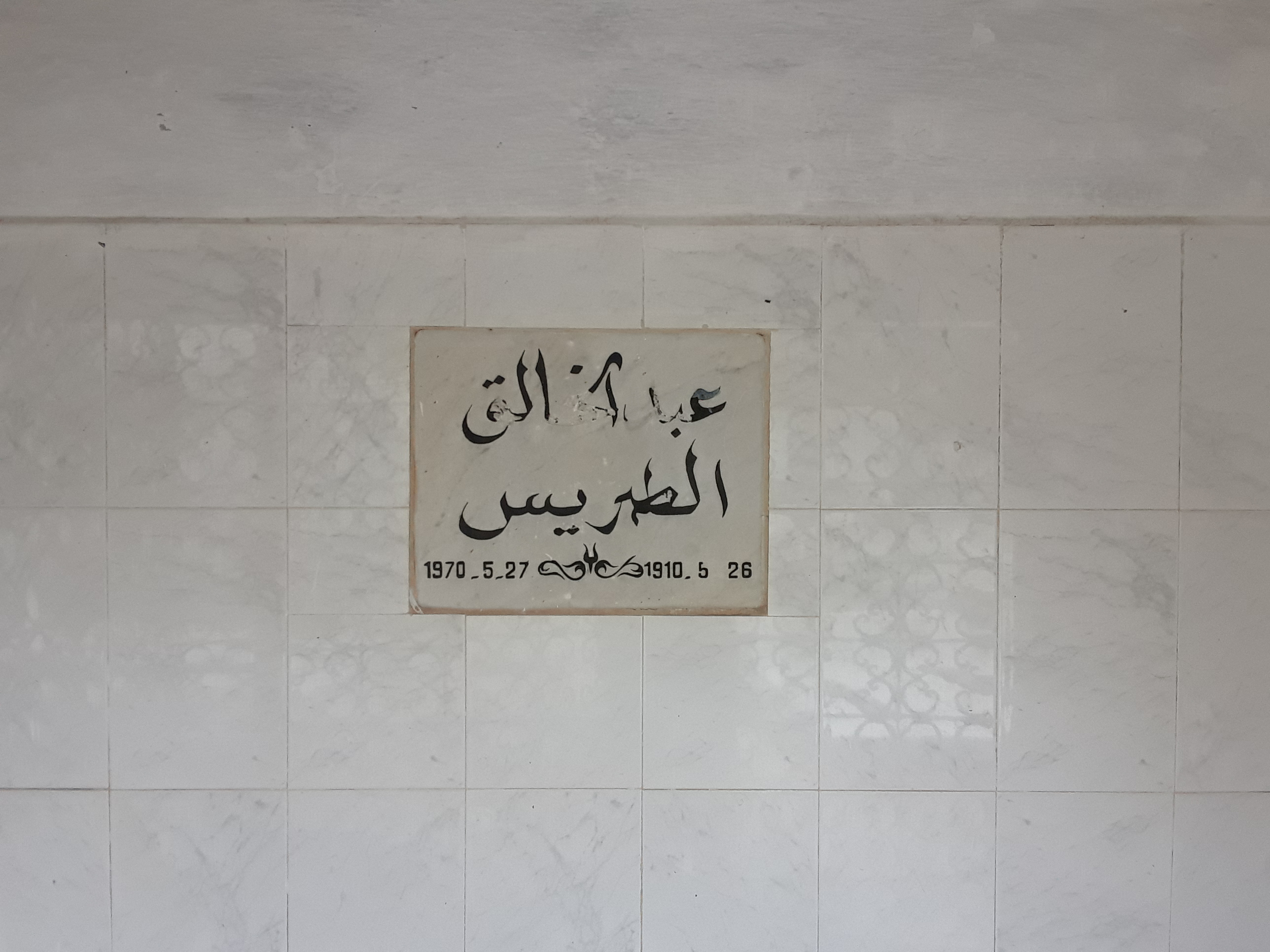
La tombe d'Abdelkhalek Torres